# Platylabus nigricornis
Platylabus nigricornis är en stekelart som beskrevs av Tohru Uchida 1926. Platylabus nigricornis ingår i släktet Platylabus och familjen brokparasitsteklar. Inga underarter finns listade i Catalogue of Life.